# Villa Selter (Leipzig)

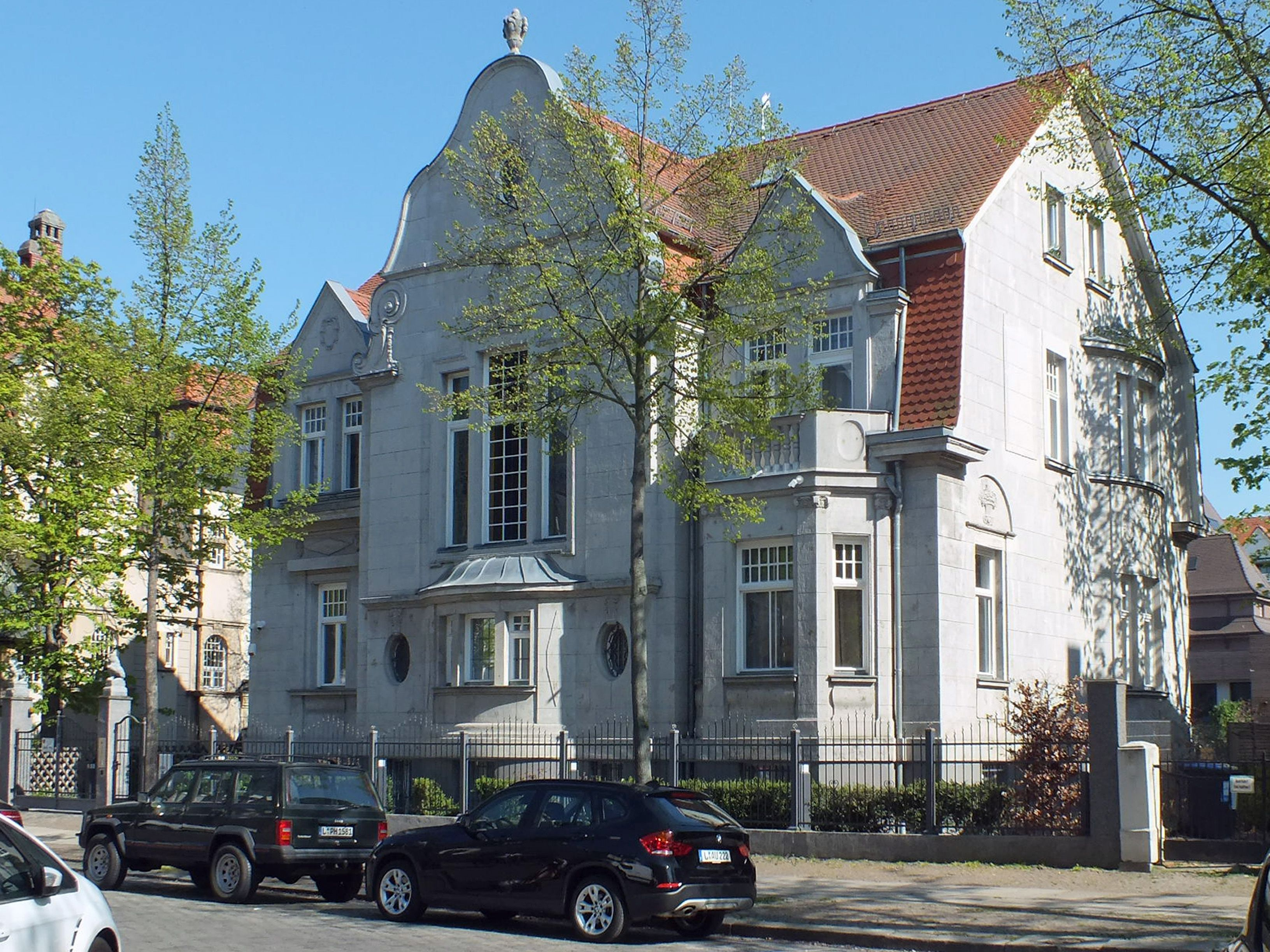
Villa Selter (2019)

Die Villa Selter ist ein großbürgerliches Wohnhaus in der Springerstraße 6 im Leipziger Ortsteil Zentrum-Nord. Das 1909 erbaute Haus steht unter Denkmalschutz.

## Geschichte
Die Villa wurde für den Pelzhändler Alfred Selter nach Plänen des Leipziger Architekten Otto Paul Burghardt in dem zu dieser Zeit neuen Villenviertel am Kickerlingsberg hinter dem Leipziger Zoo erbaut. Da Alfred Selter kaiserlich japanischer Konsul war, fungierte sie zugleich als Konsulat.
1945 gehörte das Gebäude zu dem Bereich zwischen Kickerlingsberg und Gohliser Straße, der von der SMAD für die Unterbringung von Stäben der Roten Armee beschlagnahmt wurde.
Nach der Wende wurde die Villa von 1990 bis 2002 als französisches Generalkonsulat für die Bundesländer Sachsen, Thüringen und Sachsen-Anhalt genutzt. Wieder in Privatbesitz dient sie nach gründlicher Sanierung wieder als Wohnhaus.

## Beschreibung
Die Villa ist im Reformstil erbaut und besitzt eine abwechslungsreich gegliederte Kunststein-Fassade. Der zwischen zwei Zwerchgiebeln hoch aufragende Giebel des Mittelrisalits weist einen zwischen Neobarock und Jugendstil angesiedelten Bauschmuck auf. Nach allen vier Richtungen beleben Erker und Balkone das Gesamtbild.